# Quadros de Pânico na TV
O programa televisivo de humor brasileiro Pânico na TV possuiu um grande número de quadros (subdivisões do programa).

## Vô num Vô
Num dos quadros de menor nível cultural do programa, Mendigo (Carlos Alberto da Silva) e Mano Quietinho (imitação de Netinho de Paula que Vinícius Vieira começou a fazer com maior frequência após o imitado ter agredido o Repórter Vesgo) percorrem as praias brasileiras a fim de avaliar a qualidade física das banhistas, além de humilhar outras banhistas por não terem corpos de acordo com o que a mídia prega. Para isso, eles fazem uso de três adesivos (ou placas fincadas na areia): "Vô" (Vou) para as bonitas, "num vô" (Não vou) para as feias e "camarão" para as de rosto feio e corpo bonito.
O quadro tem um glossário todo diferenciado, com expressões como "boi", para indicar o marido/namorado da banhista que eles "pegam emprestado" para examinar, "Toma! Toma! Toma!", quando a garota reage com uma frase mal-educada ou qualquer coisa que os deixe desconcertados, e ainda expressões como "lomba" e "voltinha da alegria". Além disso, Mendigo costuma chamar as garotas "entrevistadas" com um grosseiro "Dá a pata!" para que elas possam ser "avaliadas".
A trilha sonora do quadro era um remix da música Eu Vou da cantora brasileira Perlla. Posteriormente foi trocada por uma gravação feita pelo rapper Cabal com os humoristas Carlos Alberto da Silva e Vinícius Vieira de uma música totalmente nova.
Com a contratação da dupla de humoristas que fazia o quadro pela Rede Record, foi cancelado em dezembro de 2007.

## Lingeries em Perigo
Lingeries em Perigo mostrava Sabrina Sato e as "panicats" vestidas em trajes sumários realizando atividades radicais. Numa dessas atividades, Sabrina, que estava participando de uma corrida de avestruzes, caiu do animal e fraturou a bacia, ficando impossibilitada de participar do programa por algumas semanas.
Devido ao seu alto conteúdo sexual, o quadro foi apontado como um dos maiores responsáveis pela decisão do Ministério Público de mudar a classificação etária do programa de Livre para 12 Anos, em 2006. Com isso, o horário do programa teve de ser mudado de 18 às 20 horas para das 20 às 22 horas. Mesmo com a adequação, o Pânico decidiu encerrar a exibição do quadro em 2006.

## A Múmia Quer Saber
Neste quadro, uma situação cômica é apresentada ao telespectador, e o convida a apostar em determinado resultado, geralmente dando duas ou três opções de resposta. As situações eram as mais esdrúxulas possíveis, como deduzir qual metade de uma minhoca dividida morreria primeiro, calcular quantas vezes o cantor Nelson Ned caberia na extensão da Avenida Paulista, e até mesmo qual entre duas senhoras idosas suportaria por mais tempo trechos irritantes de músicas repetidos constantemente.Foi tirado do ar em 2005.

## Táxi do Gluglu
Táxi do Gluglu,foi o quadro satirizando o quadro do Domingo Legal "Táxi do Gugu", no quadro Gluglu senta na parte de trás do carro juntamente de algum convidado e faz uma entrevista com o carro em movimento,no meio da entrevista tudo pode acontecer, como o carro quebrar, bombas explodirem, leite derramar, sapos pularem nos convidados e etc,no quadro tinha a presença de Mick Jagger como motorista do carro,que fazia a execução das pegadinhas de Gluglu, o quadro contou com Luciana Gimenez, Antonella do BBB, Thais do BBB e etc.

## A Hora da Morte
Em A Hora da Morte, várias pessoas vestidas de "Morte" faziam certas brincadeiras com um determinado membro do programa, como por exemplo: Jogar ingredientes de pão de ló em Carioca (Márvio Lúcio). No programa do dia dos pais, jogou ovos e farinha no cabelo do apresentador Emilio Surita. Em um rodeio, uma pessoa vestida de Morte foi arremessada um metro de altura por um touro, levando assim ao término do quadro em 2005.

## Dia de Tristeza
Dia de Tristeza,quadro de sátira ao quadro do Domingo Legal (programa do SBT) "Dia de Princesa" (ou,A Princesa e o Plebeu),no quadro Mano Quietinho (imitação de Netinho de Paula feita por Vinícius Vieira)e Mendigo levavam pessoas ricas e milionárias para sentir na pele TUDO que os mais pobres sentem,como carregar lixo,comer comidas gordurosas,usar roupas falsas,ir em lugares de camelôs e etc,no quadro a dupla levava os "Príncipes" e "Princesas" em um carro quebrado,as vezes com porta rachada e vidro travado,sem assento no banco,rasgada as borrachas e até com uma tomada no lugar da buzina,onde o carro era chamado de "Limousine " obviamente brincando com o fato de estar totalmente destruído,os milionários que já passaram pelo quadro foram Chiquinho Scarpa,Bruno Chateubriand,Narcisa Tamborideguy,Athayde Patreze,Helo Pinheiro e a primeira do quadro Patrícia de Sabrit,o quadro se encerrou no Pânico em 2007 com a saída dos humoristas do programa,e teve continuidade em alguns programas na Record,como no Programa do Gugu,A Tarde é Sua e Hora do Faro.

## Merchan e Casão
No quadro, a dupla Merchan Neves e Casagrande iam até Eventos esportivos,normalmente de futebol para entrevistar e sacanear jogadores,técnicos e populares pelos eventos,Merchan Neves no quadro criou o famoso bordão utilizado por diversas pessoas para brincar e bater nos amigos gratuitamente, o famoso "Pedala,Robinho!" Batendo no anão Nestor que representava Robinho,o bordão começou como "Pedalada,Robinho" que depois trocou para "Pedala",no quadro Merchan e Casão encontraram o imitado Milton Neves,fizeram ""previsões"" com Mãe Dinabo (Sátira à Mãe Dinah feita por Marcos Cheisa,o Bola),e jogaram supostas pragas em alguns jogadores argentinos.

## Gluglu na Minha Casa
Quadro satirizando o quadro do Domingo Legal "Gugu na Minha Casa",apresentado pelo personagem mais famoso de Vinícius Vieira Gluglu,no quadro Gluglu visitava a casa de famosos e normalmente destruia móveis,pratos,quadros,copos e itens tecnológicos,com o objetivo de irritar o dono da casa vistada,Gluglu também fazia desafios para os donos da casa encontrarem algo e se encontrassem ganhavam prêmios como uma cenoura,pilha gigante,nabo,esparador e coisas inúteis que famosos nunca usariam (ou sim,como no caso da cenoura),os visitados e com a casas quebradas por Gluglu foram João Kleber,Kleber Bambam,Rafael Ilha,Zé do Caixão e outros.

## Sandálias da Humildade
Um dos quadros mais famosos e polêmicos do programa, consiste numa espécie de "prêmio" às celebridades consideradas arrogantes ou que, por algumas vezes, ignorem a equipe do programa, principalmente a dupla formada por Repórter Vesgo e Sílvio Santos (Ceará).
Emílio afirma que a origem desse quadro teria vindo da rádio Jovem Pan, da qual trabalha. Teria começado porque havia pessoas dentro da rádio que, em um momento ou em outro, se achavam "estrelinhas", e nas reuniões, essas pessoas eram presenteadas pelo aparato.
Até agora as seguintes pessoas foram vítimas das sandálias da humildade:
- Luana Piovani - Foi a primeira vitima do quadro,[4] depois de cerca de 3 semanas de tentativas, Luana aceitou calçar as sandálias da Humildade, no entanto, rumores dizem que foi uma farsa. O programa continuou a perseguir a atriz. Os humoristas do programa realizaram uma brincadeira com o prefeito da cidade de Jaboticabal (onde Luana Piovani viveu durante sua infância), José Carlos Hori, que aceitou assinar um projeto de lei fictício mudando o nome da cidade para "Luanópolis". Luana processou José Carlos Hori, que foi condenado a pagar uma indenização de R$ 30 mil à atriz.[5][6]
- Clodovil Hernandes - Desde sua estreia na RedeTV, onde apresentou o programa A Casa é Sua, teve vários atritos com a produção do mesmo, especialmente por sua imitação, feita por Ceará. Clodovil se recusava a calçar as referidas sandálias. A polêmica incluiu perseguições pelas ruas de São Paulo e assédio ao apresentador na emissora e em sua própria residência. O imbróglio terminou com a demissão de Clodovil da emissora. Oficialmente, a emissora nega que sua demissão tenha sido relacionada ao episódio. Sílvio e Vesgo não conseguiram fazer com que Clodovil usasse as sandálias, mas, se aproveitando do sucesso do quadro, promoveram ainda a campanha "Volta Clô" com o objetivo de convencer o apresentador a voltar à RedeTV!.
- Daniela Cicarelli - Foi perseguida após negar a entrada de Sílvio e Vesgo em sua festa de casamento com o jogador de futebol Ronaldo, no Castelo de Chantilly, em Chantilly, no norte da França. Aceitou calçar as Sandálias logo após voltar ao Brasil e, nesta ocasião o programa brincou com a modelo, criando o factoide de que ela teria 6 dedos em um de seus pés.
- Luiza Tomé - Ficou irritada com piadas satirizando o tamanho do nariz de seu marido e puxou a peruca de Sílvio. Além disso, jogou sua bolsa contra a dupla e mostrou a língua para as câmeras do programa. Aceitou calçar as Sandálias da Humildade em 29 de maio de 2005.
- Jô Soares - Tomou o microfone do Repórter Vesgo e entregou-o a um de seus seguranças, negando-se a conversar com a dupla durante a festa comemorativa de 40 anos da Rede Globo. Aceitou calçar as sandálias (satiricamente redondas) em uma noite de autógrafos de seu novo livro no dia 2 de junho de 2005, apesar de ter afirmado no programa Roda Viva, na Rede Cultura, que "não as calçaria, por que as Sandálias da Humildade não podiam virar Sandálias da Humilhação".
- Maradona - Ficou irritado logo quando os humoristas Vesgo e Sílvio se aproximaram dele. Logo após, os humoristas ofereceram a ele o DVD do filme Pelé Eterno, dizendo que assistindo ao filme ele aprenderia a jogar futebol.
- Carolina Dieckmann - Envolveu-se num polêmico episódio envolvendo Vesgo e Ceará no qual, em agosto de 2005, os humoristas chegaram a ser detidos pela polícia após ir até o condomínio onde a atriz vivia, usando um guindaste e um megafone, e chamando-a pelo nome. Os humoristas foram liberados após prestar esclarecimentos.[7][8]

O quadro foi extinto em dezembro de 2005, após a atriz Carolina Dieckmann ganhar uma ação na justiça contra o programa.

## Caminhão do Faustão
Caminhão do Faustão foi o quadro onde Vinícius Vieira (Faustão) entrevistava pessoas normalmente em grupo em um Caminhão em movimento,Faustão recebeu grupos como Travessos,Banana Split,Grupo de Axé (não sei qual),Rodrigo Cacéres e etc,Faustão e os entrevistados levavam quedas absurdas durante o quadro,batiam a cabeça no ferro,derrubavam um globo de luz do teto,caiam de costas no chão e até """"quebravam o abdômen"""" (frase dita por uma das Banana Split durante o quadro),o quadro era hilariante para os telespectadores do programa,pela ótima interpretação de Vinícius Vieira de Fausto Silva,pelos Improvisos de Vinícius e quedas dos convidados.

## Vesgo e Sílvio
Talvez o quadro mais popular do programa, o quadro Vesgo e Sílvio consiste na dupla de repórteres de celebridades Vesgo (Rodrigo Scarpa) e Sílvio Santos (Wellington Muniz) entrando (geralmente, sem serem convidados) em festas de celebridades e outros eventos a fim de abordar famosos ou aspirantes a famosos para fazer perguntas indecorosas. O quadro é uma sátira direta a programas de celebridades, como TV Fama e Amaury Jr., ambos da própria RedeTV!. Inclusive, deste último parodiando o final de cada matéria com um flashback de todos os famosos que ele entrevistou ao som de Keep it Coming Love, do grupo KC & The Sunshine Band. Apesar de estar no programa desde 2003, o quadro só ganhou um nome ("Vesgo e Silvio") em 2007.
Os locais frequentes de suas invasões são festivais de cinema, casamentos, festas de estreias de telenovelas da Rede Globo e qualquer outro lugar com grande concentração de famosos. Normalmente, se um famoso trata mal os apresentadores repetidas vezes, a perseguição aumenta e eles decidem que ele merece as "Sandálias da Humildade". A maioria das danças do programa têm origem neste quadro, como a "Dança do Siri", a "Dança do Flamingo" e a "Dança do Pai da Gimenez".

## Os Políticos do Pânico
No quadro,Molusco,Enéias e Roberto Jefferson,normalmente chamado de Dedé,pelo humorista Márvio Lúcio ser conhecido por servir de escada para piadas nas matérias,o trio fazia de tudo em eventos políticos como entrevistar famosos,políticos,satirizar partidos e mostrar a realidade de locais políticos,no quadro Carlinhos da Silva e Vinícius Vieira criaram a "Dançinha dos Políticos",onde os humoristas chegavam dançando atrás das matérias de outras emissoras, como na Globo e na Record,a dança ficou tão conhecida que Vinícius Vieira (caracterizado de CasaGrande) na Copa do Mundo de 2006,passou dançando atrás das materias de emissoras internacionais,como Japonesas,Alemãs e Americanas,no quadro também tinha a rara presença de Wellington Muniz (o Ceará) vestido de Severino,que chegou à aparecer quando Carlinhos (Molusco) e Vinicius (Caracterizado de Faustão) foram entregar Pizzas do Faustão aos políticos,os humoristas foram barrados por seguranças diversas vezes,quase iam presos mas nunca desistiam e nem saiam dos personagens que estavam Interpretando, mostrando a loucura dos humoristas,principalmente de Carlinhos e Vinicius.

## Frescura Dinâmica
O quadro foi substituto de Feiura Dinâmica (também feito por Márvio Lúcio),após o humorista começar a imitar o estilista Ronaldo Esper,o quadro satirizava o programa da RedeTV! chamado Leitura Dinâmica,que tinha uma proposta parecida com o original da RedeTV,mas nessa parodia,Robaldo mostrava notícias sem sentido e nonsense ilustradas por vídeos ou imagens com cunho humorístico,no quadro tinha a ilustre presença de Merchan Neves (personagem de Carlinhos da Silva),com a companhia de Robinho,Tevez e Renata Fan,que sempre aparecia para fazer propagandas (satirizando o excesso de Merchans de Milton Neves),normalmente com cunhos adultos,o quadro foi responsável pelo nascimento do bordão "Pedala,Robinho!" Que contava com um tapa na nuca de Nestor que representava Robinho.

## Salci Fufu!
O quadro "Salci Fufu!" Foi criado em 2007,onde Mallandro (Interpretado por Carlinhos da Silva) ia até portas de Motéis,ruas que andam garotas de programa,vestiários e Sex's Shops,e Mallandro,as Malandrinhas e algumas pessoas fantasiadas como personagens infantis tocavam cornetas,soltavam confetes na cara e até um dançarino com fogo para pertubar os "malandrinhos" do amor.

## Fabulinha Direta
Parodia do programa Linha Direta que foi apresentado por Marcelo Rezende por um curto período de tempo,na Parodia Vinícius Vieira (caracterizado de Marcelo Serrende) conta versões controversas de histórias/fábulas infantis,que sempre contam com um final trágico ou mensagem subliminar,as cenas da fabula são reconstituídas por Marcos Chiesa,Tânia Oliveira e as vezes Márvio Lúcio e outras panicats,o quadro durou pouco pois não tinha tanto conteúdo assim e a produção encerrou o quadro.

## Karaokê do Pânico
Músicas internacionais traduzidas com um toque humorístico. Ao longo das canções, aparecem imagens relacionadas com a tradução. O Karaokê do Pânico, é um quadro de grande sucesso da internet, e está com um grande número de acessos em sites, principalmente no site YouTube.

## Malisa, a menina monstro
Satirizando um quadro do Programa Sílvio Santos, no SBT, Pergunta para Maísa. Neste quadro, Malisa (uma paródia da menina Maísa Silva, interpretado por Eduardo Sterblitch) é entrevistada por Sílvio (interpretado por Ceará, ou às vezes por Carioca), mostrando absurdos como Malisa usando drogas e consumindo bebidas alcoólicas, Malisa se transformando em mutante, Sílvio agredindo Malisa e vice-versa ou Sílvio falando palavrões. Quando Sílvio pergunta para Malisa o que ela é, ela responde: Eu sou um Me-ni-na!Malisa faz diversas sátiras e imitações de famosos, além de repetir as gafes de Maísa,no programa Silvio Santos, do SBT. Malisa aliás, já falou com o verdadeiro apresentador, que a ignorou. Deixou de ir ao ar em maio de 2009.

## César Polvilho: O repórter em ação
Mostra o repórter César Polvilho (Eduardo Sterblitch) entrando em festas, bailes, eventos, etc. e dando entrevistas, xingando pessoas (sem elas saberem). Ele tem seu famoso bordão, o Escuta Vagabundo; um repórter que por sua vez tem ganhado um grande espaço na rede de televisão. É conhecido também por ser um repórter meio sem jeito para tal profissão e era engraçado pelo seu jeito de falar e articular nas matérias.Saiu do ar em agosto de 2009.

## Dicas...
Tem o mesmo estilo do quadro 5 maneiras. Com clara inspiração no programa Jackass da MTV, com forte viés cômico/sádico, Bola é exposto a toda sorte de provas e desafios violentos imaginados por Bolinha, com o claro objetivo de machucá-lo, porém mantendo um viés cômico disso. Como exemplo, já vimos Marcos Chiesa, o Bola, fazendo o Moonwalker de Michael Jackson descalço sobre cacos de vidro, ou sendo marcado a ferro, tal qual gado, com o símbolo da Rede Globo.Marisley participa também.

## Momento Robaldo Ésperman
Carioca se veste de Robaldo Ésperman, e trocando de roupas, fica nu e faz várias coisas em várias cidades (livremente). O quadro também satiriza um fato ocorrido com o satirizado (Ronaldo Esper), em que ele foi detido por furtar dois vasos no Cemitério do Araçá, em São Paulo. O tema do quadro era a música Folia no Matagal, de Ney Matogrosso. Já foi agredido por mulheres no quadro. Terminou em dezembro de 2008.

## Faxina Na Quizumba
Christian Pior e as panicats visitam um lugar sujo e bagunçado, levando materiais de limpeza. A missão deles é limpar e arrumar tudo. E só para diversão, deixar um pouco de bagunça para o morador do local arrumar.
A primeira missão foi em uma república estudantil.Sua última transmissão foi em abril de 2009.

## Marilia Gabriherpes
O quadro é uma sátira do programa de entrevista (talk show) de Marília Gabriela, Gabi, exibido entre 2000 e 2001, mudando o nome para Marília Gabriherpes (devido a uma falsa herpes nos lábios de Gabriherpes). Ao longo do quadro, Marília entrevista diversos "astros" da mídia, satirizados pelo Pânico.
Devido ao sucesso, algumas personalidades reais já foram entrevistadas, destacando o cantor Moraes Moreira e a própria Marília Gabriela.

## Semana em Pânico
O Semana em Pânico era um quadro na TV onde mostrava os melhores momentos das entrevistas que aconteciam no Pânico na Rádio,no quadro tinha a participação de todos os integrantes do elenco principal do Pânico na época que eram os mesmos que apresentavam os programas na rádio,o quadro pode ser comparado aos atuais cortes de Podcasts que rodam pela Internet, então pode se dizer que o Pânico em 2003 foi visionário com os Cortes

## Pergunte ao Peão
Pessoas da classe média e da classe média-alta perguntam para os trabalhadores de origem humilde (os peões) coisa relacionadas ao sexo e ao erotismo. As respostas são sempre absurdas, algumas vezes com palavrões e palavras de baixo calão.Foi ao ar pela última vez em agosto de 2009.

## Filmes Redublados do Pânico
Semelhante ao Tela Class da MTV, a Equipe do Pânico na Tv! retiraram trechos de filmes famosos e redublavam de um tom humorístico. A ideia começou em, 2007, quando redublaram um trailer do filme 300 (mudando para 300 de Vera Verão), e também redublou um trecho do filme brasileiro Tropa de Elite, que ambos faziam parte da fictícia Chinchila filmes. O quadro durou pouco tempo, e foi substituído pelo quadro de grande sucesso Karaokê do Pânico.O quadro findou-se em 2008.

## Vesgo e Silvio - Em Busca da Musa da Beleza Interior
Vesgo e Sílvio andam por praias em busca de Musas da Beleza Interior, ou seja, mulheres feias que dizem ter uma beleza interior. No final, a vencedora entre as candidatas é anunciada, após serem exibidos seus respectivos clipes, em poses e trejeitos no estilo Garota do Fantástico. Ao longo do quadro, a dupla de repórteres entrevistam várias pessoas, e relata um fato engraçado de cada uma delas. Em março de 2009, os telespectadores do programa disseram que por enquanto era o melhor quadro do Pânico na TV!.

## José Toalha
O quadro apresenta o personagem José Toalha, que vestindo um roupão de banho ou até mesmo nu, vaga por banheiros e vestiários. Usando uma toalha de banho como chicote, dá "toalhadas" nas costas de pessoas desatentas que estão no banheiro, e em seguida foge. Em muitas de suas aparições, é recebido com palavrões. O personagem foi inspirado em Beto Carrero, tendo como música tema o jingle do mesmo. Seu logotipo também se assemelha com o do cowboy. A "toalhada" de José faz alusão à famosa chicotada de Beto, falecido no início de 2008, tornando o quadro uma possível homenagem a ele. José Toalha parou de ser exibido em setembro de 2009.

## Amaury Dumbo
É um quadro satirizando o programa da mesma emissora do Pânico na TV, Programa Amaury Jr.. E no elenco, Carioca (Amaury Dumbo), Eduardo Sterblitch (Freddie Mercury Prateado) e Marcelo Tyson (Makelele Prateado). O quadro começa no mesmo estilo do programa satirizado, mas mostra propagandas de empresas fictícias. Amaury Dumbo inicia-se dando entrevistas para convidados de um evento ou festa, geralmente celebridades. Posteriormente, os três integrantes, numa mesa, são obrigados a comer pratos, que supostamente vieram da lanchonete ou restaurtante do Amaury Dumbo, cujos ingredientes são bastantes incomuns, o que acaba os levando induzir ao vômito. Depois Amaury consome e oferece um aguardente, cujo nome parodia a Ypioca, aos entrevistados. Alguns entrevistados, recebem presentes absurdos do elenco do quadro, como uma antena parabólica; alguns ignoram o presente e outros até levam na brincadeira.

## O Impostor
Inspirado em Rémi Gaillard, que faz um quadro similar na França, Daniel Zukerman invade festas muito importantes sem convite, e passa a mostrar como tudo foi feito para entrar no local. É um quadro de polêmicas, pois o Impostor já invadiu o São Paulo Fashion Week e conseguiu desfilar no palco, isso então, foi matéria de revista e bombou na internet e também invadiu o Sambódromo da Marquês de Sapucaí, aparecendo na Rede Globo e dando uma entrevista à Rede Bandeirantes, ainda conseguiu cumprimentar o ator Eri Johnson, que logo, foi alertado que ele era O Impostor. Em 26 de abril de 2009, O Impostor fez o toque humorístico característico do programa, o Peitinho, no cantor Roberto Carlos. Em 04/07/2009 ele também conseguiu burlar a segurança americana e conseguiu assistir o funeral do astro Michael Jackson direto do Staples Center em Los Angeles e pouco tempo depois conseguiu levar noticias do mundo aos participantes do Reality Show da Rede Record "A Fazenda", mas a emissora paulista entrou na justiça para impedir que as imagens fossem ao ar mas o pânico deu um "Jeitinho Brasileiro" e mostrou somente o audio com imagens de Neverland. Já invadiu o Soccer City no jogo de estreia e na final da copa do mundo de 2010, tocou na taça e bateu uma bolinha no gramado. Ele também conseguiu entrar no congresso nacional dizendo que era sobrinho de político (que na verdade não existia) para entregar um currículo no gabinete do presidente do senado José Sarney (PMDB), e em outro episódio, ele beijou a Xuxa(sonho de Vesgo). Ultimamente, ele conseguiu invadir o enterro da cantora Amy Winehouse, dando entrevista a alguns jornais de todo mundo.

## Pânico Delivery
Bola e as Panicats vão a uma boate para encontrar um bêbado e levá-lo de maneira tranquila e segura para sua casa, dando banho nele, colocando-o para dormir, etc. Bola era eventualmente substituído por Christian Pior quando por algum motivo não poderia fazer o quadro. Atualmente, os eventuais são Cristian Pior e Rodrigo Scarpa.

## Super Mario Bros
Também inspirado em Gaillard, é uma paródia em geral dos jogos do personagem Super Mario, da Nintendo. No princípio Bowser (o dublê Rodrigo fantasiado) rapta a Princesa Peach (a panicat Juliana Salimeni fantasiada) e foge com ela. Super Mario (o dublê Ronald) parte ao resgate dela, passando por vários lugares públicos causando pequenas destruições. Ao encontrá-los, se inicia uma luta entre Mario e Bowser, de modo que Bowser vença a luta e foge novamente com a Princesa. O quadro é recheado de elementos dos jogos de Mario, como cogumelos, cascos de tartaruga e canos. No final, era exibido alguma mensagem com estatísticas de violência, relacionado com o que houve no episódio e mensagens como "nunca reaja a um assalto", "se beber, não dirija", "denuncie", etc.
Ocasionalmente, Bowser aparece acompanhado de algum parceiro que ajuda ao capturar Peach, ocasionalmente Yoshi ajuda Mario, e ocasionalmente Luigi aparece.A trilha do quadro é derivada dos Jogos Super Mario Bros, 2, 3, Super Mario World e Super Mario 64. Deixou de ser exibido em agosto de 2009.

## Momento Susan Boyle
Paródia da candidata do programa Britain's Got Talent, onde Carioca, vestido como a cantora começa a cantar a música I Dreamed a Dream, quando a música muda de repente para o hit Boom Boom Pow, do Black Eyed Peas, depois desse vexame, "Susan" começa a dançar Street Dance por vários lugares.O quadro acabou em 2009.

## Assusta Silvio
Este quadro é uma sátira a um fato ocorrido no Programa Silvio Santos: o apresentador fez Maísa apavorar e chorar ao chamar no palco do programa um menino fantasiado de monstro.
No quadro, Wellington caracterizado como Silvio Santos e um anão vestido igual ao menino-monstro que assustou Maísa dando sustos nas pessoas.
Saiu do ar em junho de 2009.

## Ataques de Théo Beck
Neste quadro, um sósia do ator Théo Becker, ex-participante do reality A Fazenda, briga e discute em diversos lugares com pessoas comuns. Entre as brigas, é mostrado Théo dialogando com coisas como uma galinha, um cavalo ou até mesmo uma estátua, uma paródia dos diálogos que o ator fazia com os animais de A Fazenda.Encerrou em agosto de 2009.

## O Destruidor
Paródia de uma fase bônus do jogo Street Fighter II, onde alguém caracterizado como um dos personagens do jogo tem um número de segundos determinado para infringir o máximo de dano possível em um carro usando apenas golpes com a mão, pés ou o corpo (referenciando os golpes do personagem atuante, inclusive usando como efeitos sonoros falas do personagem). Os personagens que já apareceram, na ordem de escolha, foram Ryu, E. Honda, Dhalsim, Chun-Li, Sagat, Balrog e Guile. Deixou de ir ao ar em agosto de 2009.
marcas do carro: fiat raylle, fiat mille, chevrolet chevette, fiat premio ford escort l, ford escort gi, e ford bellina.

## Xurupita's Farm
É uma paródia do reality show A Fazenda, Na primeira edição Zina é o fazendeiro da Xurupita's Farm e decide praticamente tudo. Na segunda edição, Charles era o fazendeiro. Já foram parodiados o cantor Supla, o cantor Michael Jackson, Maurício Manieri, o jornalista Heródoto Barbeiro, o Power Ranger azul, entre outros.A primeira edição do quadro foi exibida pela última vez em fevereiro de 2010.

### Elenco
- Daniel Zukerman - Xupla (paródia do cantor Supla)
- Marcos Heredia - Zina
- Daniel Peixoto - Brito Junior
- Thiego Moltini - Mauricio Maniere
- Davis Reimberg - Garoto Xuxa
- Marisley - Ggeyse e outros

(primeira edição)
- Daniel Zukerman - Xupla (paródia do cantor Supla)
- Daniel Peixoto - Brito Junior

e outros
(primeira edição)

## Big Biba Brasil
Sátira da décima edição do Big Brother Brasil. O quadro conta com três já conhecidos membros do programa: Marcos Chiesa (como Marcelo Dourabo, sátira de Marcelo Dourado), Eduardo Sterblitch (sátira de Serginho) e Wellington Muniz (como Pedro Bilal, sátira de Pedro Bial). O quadro ainda conta com Evandro Santo, como seu já conhecido personagem Christian Pior.O quadro foi dissolvido em 2010.

## Dramaturgia Pânico
Versão atualizada do quadro Dicas, onde Bolinha dirige Bola, Polvilho e outros atores para simular cenas e situações de filmes, como Piratas do Caribe, 300 e Bruna Surfistinha. Diferente dos outros quadros, Bola não costuma ser a única vítima do diretor, por exemplo, ele pode bater uma claquete na mão de qualquer um na cena que provoque erro.

## Jô Suado
Paródia do programa de Jô Soares, interpretado por Márvio Lúcio. No programa, Jô entrevista diversas celebridades, interage com o garçom Arex (Marcelo Harada), conta piadas enviadas para o twitter do programa e ainda recebe um convidado musical. O quadro é recheado de trocadilhos com os nomes dos artistas em questão, a música cantada é sempre interrompida ao se falar a palavra "você", sendo substituída pela música "Você Você Você Você Você Você Você Quer?", da Mulher Melão, e ao final, é realizado um trocadilho com o bordão "Beijo do Gordo", encerrando o quadro. Não há o sexteto no quadro, sendo substituído por um pianista, apesar de ocasionalmente um ator vestido como Bira ser visto no quadro.

## Twitter da Vovó
Este foi um dos quadros mais engraçados do programa. Ele mostra a Vovó recebendo tweets de várias pessoas, cuja finalidade é mandar mensagens que causem provocação nela. Por isso, ela sempre acaba respondendo com palavrões ou usando respostas absurdas. Foi extinto no final do mesmo ano.

## Em Busca da Cinturinha do Zeca
O quadro é uma paródia do Medida Certa do Fantástico. O quadro mostra um desafio: Bola terá que emagrecer e Vesgo terá que chegar até os 104 quilos para medir sua cintura (por isso o nome do quadro). Houve uma votação no Twitter para escolher que, iria engordar e Vesgo venceu. Vesgo fica com a equipe Cinturinha do Zeca e Bola fica com a Equipe Gato Camargo. O quadro é apresentado por Zeca Tamagro, paródia de Zeca Camargo, interpretado por Márvio Lúcio. O quadro durou 2 meses e acabou, tendo Vesgo como vencedor. O premio seria uma Porsche, mas era uma pegadinha porque na verdade o premio era uma Porsche de brinquedo. Terminou em 18 de dezembro de 2011.

## Quadros no estilo "documentário"
Alguns quadros do programa não são apresentados, apenas narrados pelo narrador do programa, em estilo de documentário. São eles:
- Os Peores Vídeos do Mundo — Seleção de vídeos engraçados tirados de sites como o YouTube.
- O teu Passado te Condena — Série que mostra fatos intrigantes sobre o passado público de famosos, como um visual bizarro ou hoje fora de moda que era usado antigamente, um papel ou função que tal celebridade exercia ou algum "mico" em um programa ao vivo, enfim, algo do qual a celebridade se envergonharia hoje.
- Tá na Cara, mas Ninguém Vê — Uma análise supercrítica das minúcias dos ensaios de famosos para revistas como a "Caras" ou a "Quem". Mostra pequenos detalhes que revelam o absurdo que uma foto pode se tornar quando é posada. Foi um dos melhores quadros do programa, mesmo sabendo que algumas das fotos eram editadas para parecerem ridículas.
- Meu Mico... Mico Meu! — Sempre em edição extra-oficial, mostra vídeos de celebridades pagando "micos" ao vivo, como o dente de Heloísa Helena ou o brinco de Glória Maria que caíram ao vivo, ou a bronca que Galvão Bueno deu em Arnaldo César Coelho no seu programa Bem, Amigos! do SporTV, sem saber que a transmissão ao vivo já havia começado. O programa já exibia esse quadro antes da chegada do CQC[desambiguação necessária] no Brasil, mas é de conhecimento do público que o Top Five além de ser bem diferente, ainda já existia muito antes do Pânico começar na rádio.

## Jornal ao Contrário
Jornal no qual as notícias eram dadas ao contrário. Ancoras: Emílio Surita, como Bigode Grosso; Eduardo Sterblitch, como Bigode Fino